# Vélodrome de Saint-Quentin-en-Yvelines
Le vélodrome national de Saint-Quentin-en-Yvelines, également nommé « Vélodrome national », est un vélodrome situé à Montigny-le-Bretonneux dans les Yvelines. Il a ouvert ses portes au public le 13 janvier 2014. La Fédération française de cyclisme y a son siège et l'équipe de France son centre d'entrainement. Le vélodrome est l'équipement principal de ce nouveau complexe, qui comporte une seconde arène adaptée aux épreuves de BMX. Ces installations aux normes olympiques accueillent des compétitions nationales et internationales.

## Origine
Lors de la candidature pour les Jeux olympiques de 2012 de la ville de Paris, la ville de Montigny-le-Bretonneux fut choisie comme futur emplacement du grand vélodrome francilien. Malgré l'échec de la candidature, le projet fut maintenu. Pour le président de la Fédération française de cyclisme David Lappartient, « le football a son Clairefontaine, le Rugby son Marcoussis, le cyclisme aura Saint Quentin en Yvelines ». Le vélodrome est prévu pour servir de site sportifs dans la candidature de Paris pour l'organisation des Jeux olympiques d'été de 2024.
Le lancement officiel du projet eut lieu le 19 octobre 2009 à l'hôtel d'agglomération de Saint-Quentin-en-Yvelines en présence de Rama Yade, secrétaire d'État aux sports, Michel Laugier, maire de Montigny-le-Bretonneux, Robert Cadalbert, président de la communauté d'agglomération de Saint-Quentin-en-Yvelines, David Lappartient et des élus locaux.

## Présentation du projet
Le centre sportif et de loisirs, complété d'espaces aménagés – bureaux, commerces, restaurants, hôtels, logement étudiants, chercheurs et jeunes actifs, etc., est situé sur un terrain de 15 hectares et s'intègre entre la gare de Saint-Quentin-en-Yvelines - Montigny - le Bretonneux et la base de plein air et de loisirs de Saint-Quentin-en-Yvelines proche de l'autoroute A12. 

### Conception et PPP

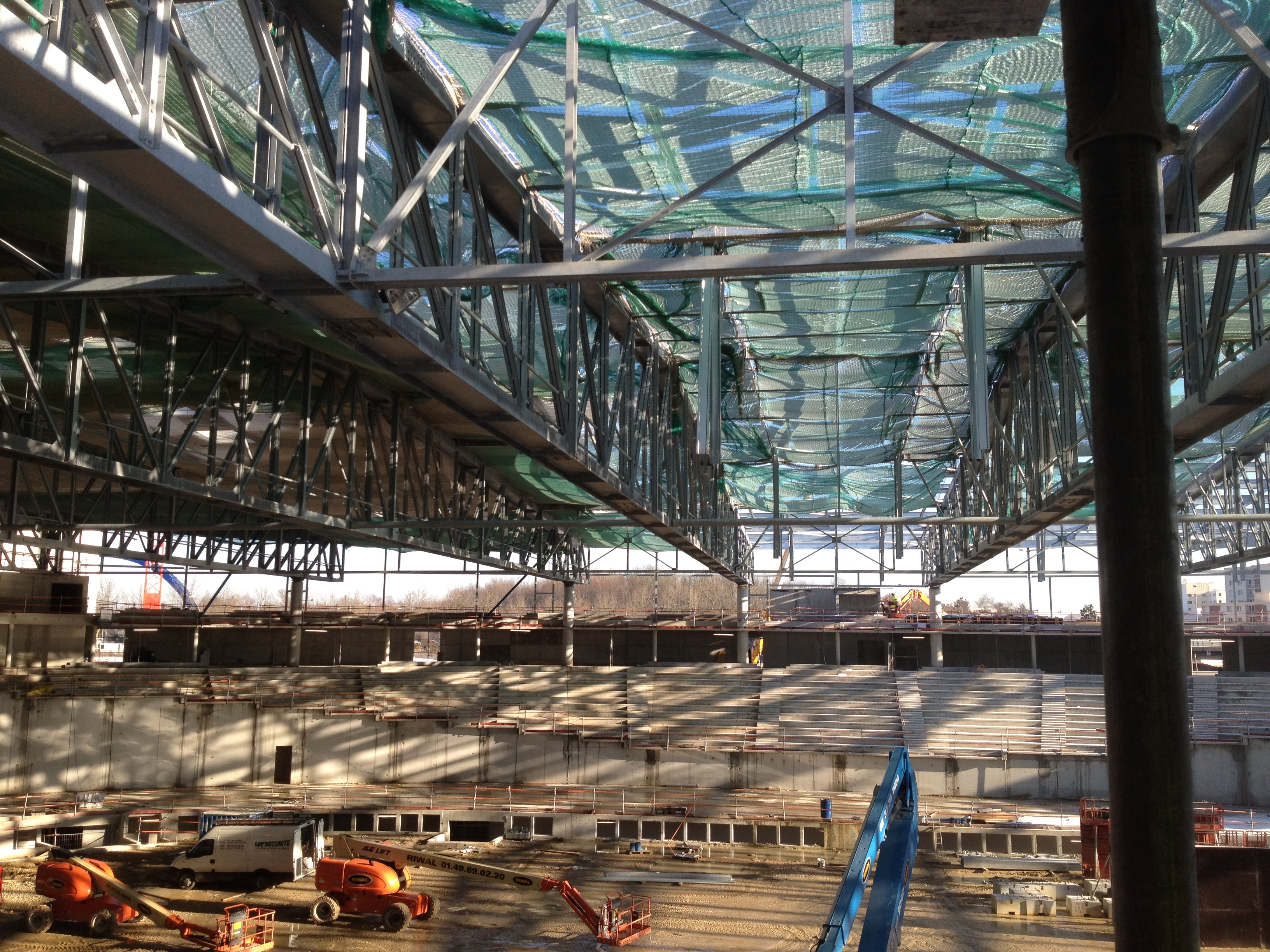
Vélodrome en travaux (janvier 2013).

La maitrise d'œuvre de l'opération est assurée par le cabinet Chabanne & Partenaires Architectes, Synthèse Ingénierie et par l'agence Ter Paysagistes-Urbanistes. L'architecte allemand Ralph Schürmann, également architecte du vélodrome des Jeux olympiques de Pékin, est le concepteur de la piste. Il appartient à une famille d'architectes considérée comme une des premières spécialistes des vélodromes dans le monde.
Le budget initial du projet était de 74 millions d'euros répartis entre les différents acteurs à hauteur de 13,3 millions d'euros. Le restant du budget provient de ventes foncières. La construction du vélodrome a été confiée à Vélopolis dans le cadre d'un contrat de partenariat public-privé. Le groupement est constitué de Bouygues Construction Île-de-France, DTP Terrassement, Exprimm (Bouygues énergies & services) et Meridiam, société à mission, au sens de la loi française, spécialisée dans le développement, le financement et la gestion à long terme d'infrastructures publiques durables dans trois secteurs d'activités : les services publics essentiels, la mobilité durable et les solutions innovantes bas carbone. Le financement est assuré par Dexia et Société générale. Le budget sera finalement de 101 millions d'euros.
Vélopolis doit gérer le complexe pendant vingt-sept ans.

### Vélodrome

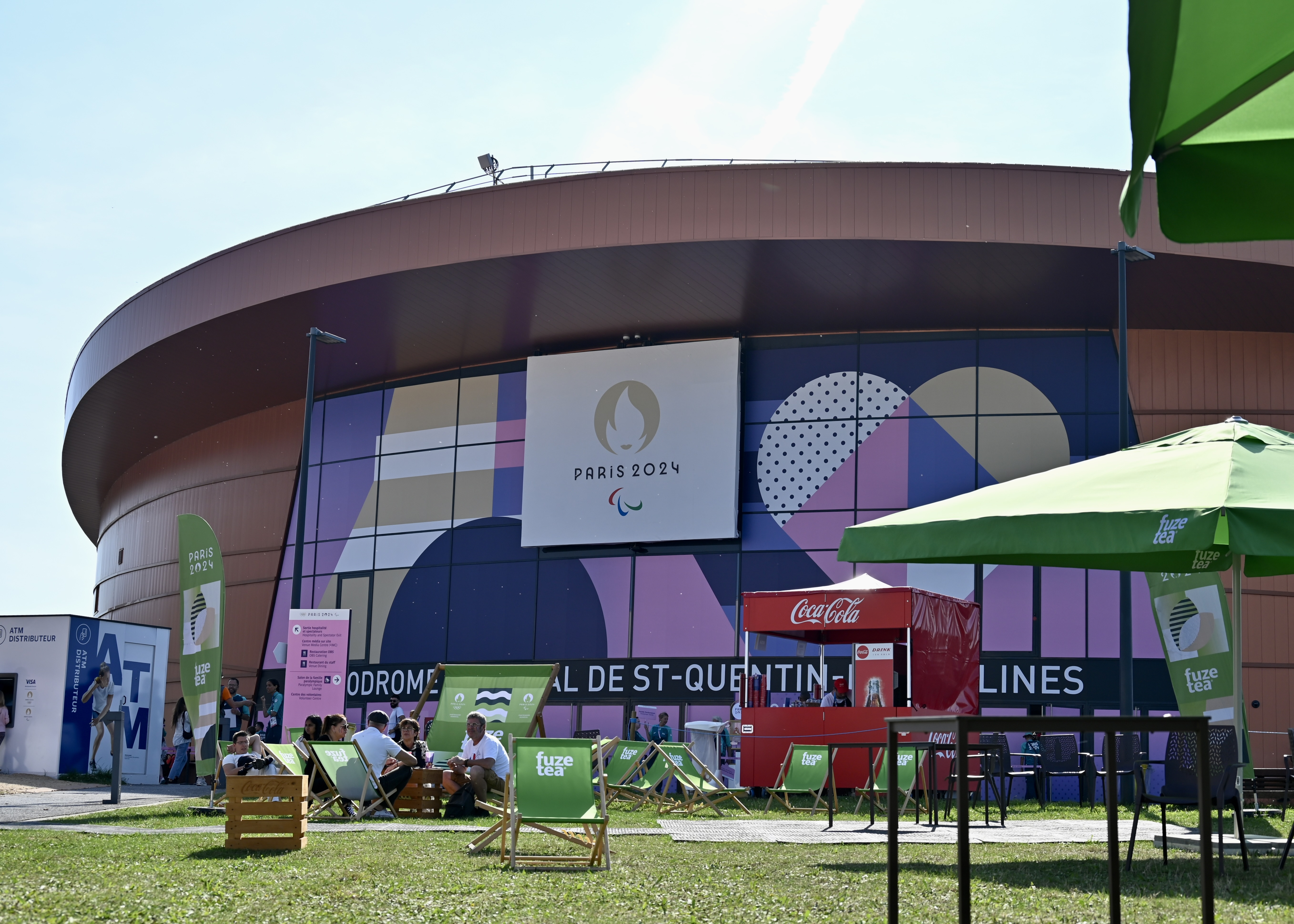
Dans les jeux olympiques.

Le vélodrome peut accueillir 6 043 personnes avec 5 001 places en gradin. Un espace au cœur de la piste peut accueillir 2 700 personnes.
La piste, réalisée en bois de pin de Sibérie, fait 250 mètres de long pour 8 m de large – une première mondiale – avec un rayon constant de 23 mètres et des virages relevés à 44°,.

### Le Stadium de BMX

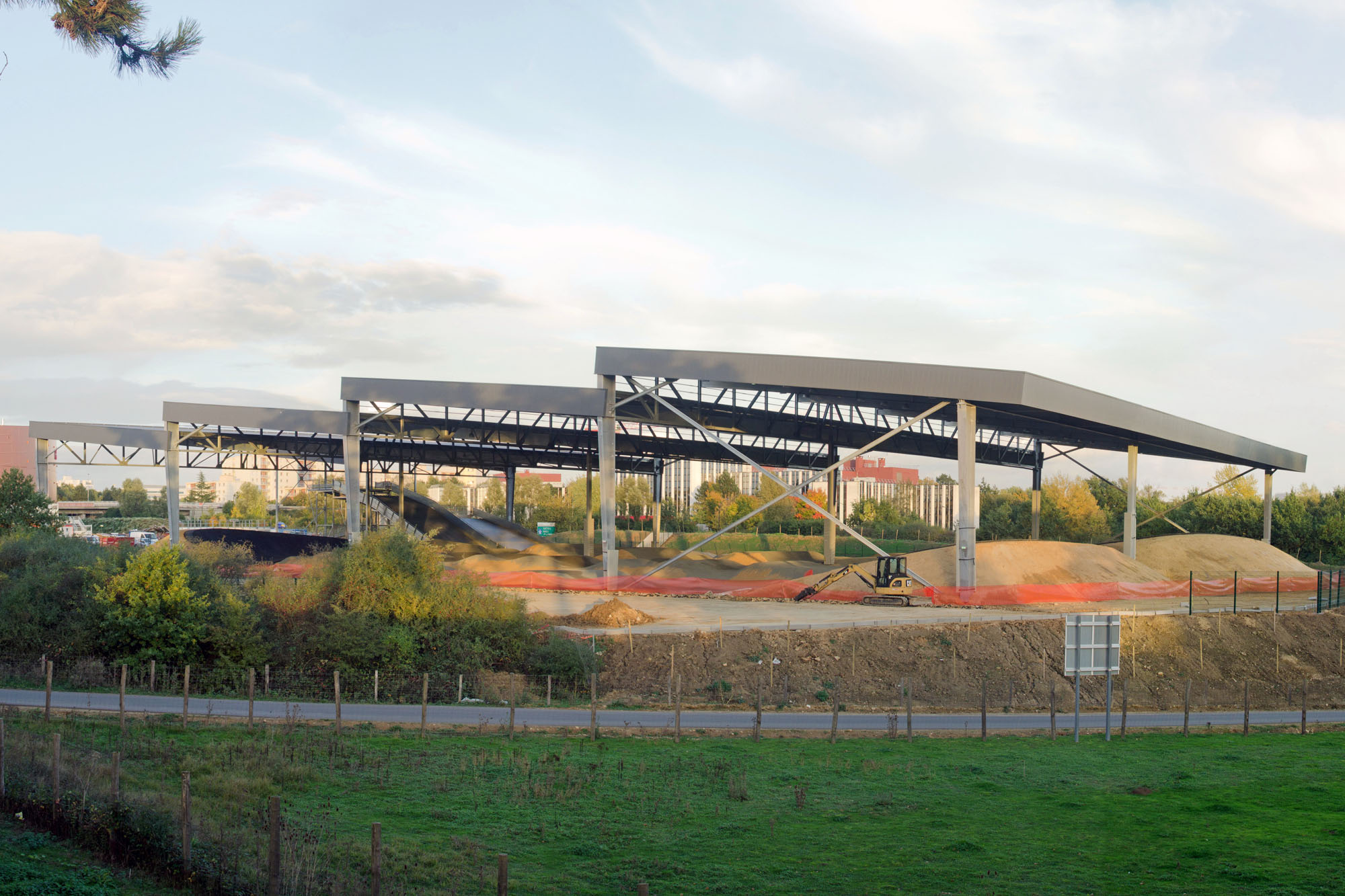
Vélodrome de Saint-Quentin-en-Yvelines, arène BMX.

À côté du vélodrome est construit le stade BMX de Saint-Quentin-en-Yvelines, une piste de BMX couverte et éclairée, une première en Europe. Elle offre deux rampes de départ contiguës (5 et 8 mètres de hauteur) et trois lignes droites dédoublées.
Cette piste accueillera notamment les épreuves de BMX race pour les JO de Paris 2024. Elle est également le théâtre de nombreuses épreuves nationales et internationales chaque année (Coupes du monde, BMX Pro Series, Coupes de France, etc.).

### Structures complémentaires
Il s'agit de quatre bâtiments d'hébergement : 480 chambres pour les étudiants, 136 chambres pour les jeunes actifs, 120 chambres pour les chercheurs et 60 chambres pour un hôtel haut de gamme destiné aux touristes. Un restaurant est à disposition des sportifs et du staff.

### Controverses
Compte tenu d'irrégularités qu'ils auraient relevées, neuf habitants de Montigny-le-Bretonneux ont déposé un recours contre le permis de construire devant le tribunal administratif de Versailles. La société Vélopolis, chargée de l'opération, a assigné ces neuf habitants devant le tribunal de grande instance de Versailles pour « recours abusif et fautif » et leur réclame 3,7 millions de dommages et intérêts. Le 8 décembre 2015, le tribunal de grande instance de Versailles a débouté la société Vélopolis de ses demandes et a condamné la société Vélopolis à payer 1 500 euros à chaque assigné pour procédure abusive, à payer 5 000 euros au titre des dispositions de l'article 700 du code de procédure pénale et a condamné Vélopolis aux dépens.

## Événements

### Sport
Après une ouverture le 13 janvier 2014, la soirée d'inauguration officielle se tient le 30 janvier, avec une compétition de cyclisme sur piste opposant la France à la Grande-Bretagne, puis des journées portes ouvertes les 1er et 2 février 2014. Entre-temps, le 31 janvier 2014, Robert Marchand, âgé de 102 ans, bat son propre record des centenaires en parcourant 26,927 km en une heure. En juin 2014, le lieu accueille l'arrivée de la classique Bordeaux-Paris.
Le vélodrome accueille les championnats de France du 2 au 5 octobre 2014, puis les championnats du monde du 18 au 22 février 2015. Durant ces derniers, deux records du monde féminins sont battus : en vitesse par équipes et en poursuite par équipes. Il accueille également les championnats d'Europe sur piste en 2016 et la première manche de la Coupe du monde sur piste 2018-2019. Le 16 août 2015, le Paris-Brest-Paris randonneur part depuis le vélodrome. 
En 2022, le vélodrome accueille les championnats du monde. C'est la deuxième fois que les mondiaux sur piste ont lieu à Saint-Quentin-en-Yvelines après l'édition 2015. Les épreuves de cyclisme et paracyclisme sur piste des Jeux olympiques et paralympiques d'été de 2024 ont également lieu sur ce vélodrome.
Pour la troisième fois, les championnats du monde sont prévus à Saint-Quentin-en-Yvelines en 2027, dans le cadre plus large des Championnats du monde de cyclisme UCI 2027 dont les autres épreuves sont organisées en Haute-Savoie.

### Centre de vaccination en 2021

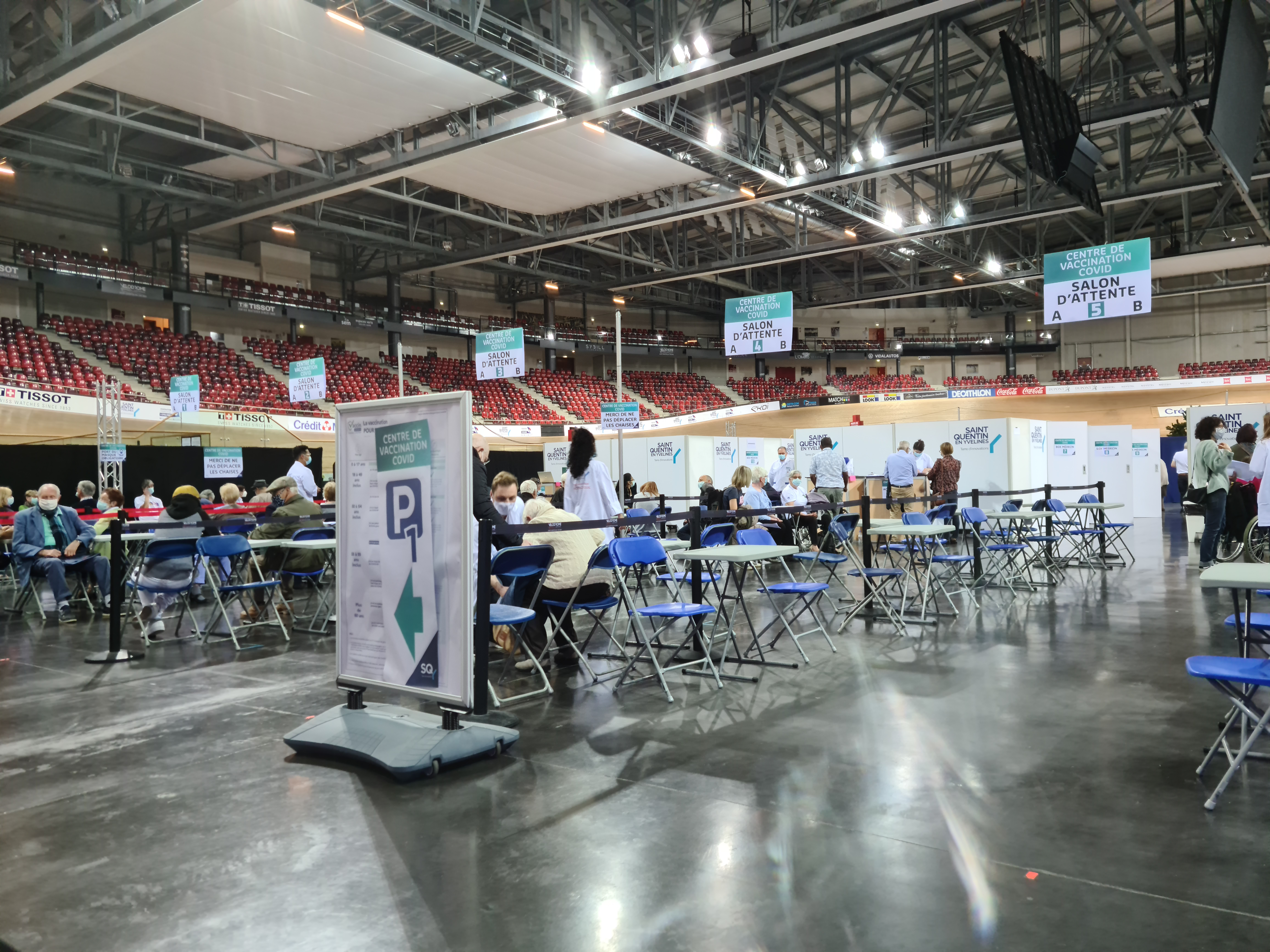
Vaccinodrôme : salon d'attente.

Après avoir accueilli un centre de dépistage de la covid-19, l'agence régionale de santé (ARS) et la préfecture des Yvelines valident, à partir du 18 janvier 2021, l'installation d'un « vaccinodrôme », au cœur de la piste circulaire du vélodrome,. Celui-ci va permettre de vacciner contre la covid-19 de 1 500 à 2 000 patients par jour, ; alors que le centre de la piste est utilisé pour la vaccination, les entraînements des cyclistes se poursuivent sur la piste, les deux activités cohabitant sans problème.